# Мастерс, Эдгар Ли
Эдгар Ли Мастерс (англ. Edgar Lee Masters, 23 августа 1868 — 5 марта 1950) — американский писатель. Наиболее известное произведение — «Антология Спун-Ривер» (Spoon River Anthology, 1915), созданная в необычной форме собрания эпитафий, повествующих о судьбах жителей провинциального городка. Мастерс также известен как автор романов («Брачный полёт», The Nuptial Flight, 1923) и биографий («Марк Твен», Mark Twain, 1938; «Линкольн как человек», Lincoln, the man, 1931).
Был по профессии адвокатом, вначале работал в адвокатской конторе своего отца, затем — в Чикаго.
За свои литературные произведения поэт был удостоен ряда национальных наград, в том числе Серебряной медали Марка Твена (1936), медали Общества поэтов США, премии Академии американских поэтов (1942) и премии Шелли (1944).